# Nico Royale
Nico Royale, pseudonimo di Nicola Boreali (Bologna, 7 marzo 1983), è un cantante italiano.

## Biografia
Inizia la carriera a metà degli anni novanta come batterista del gruppo punk Twine Baskets. Nei primi anni duemila si avvicina al reggae e diventa l'mc della Casalypso Big Family Crew.
Nello stesso periodo registra i primi singoli assieme a Mickey Tuff di Forward the Bass Hi-Fi mentre è chitarrista e voce della band reggae bolognese Baba Sound.
Nel 2003 partecipa come attore a Quanti siamo Quelli che siamo, film di Enza Negroni, già regista di Jack Frusciante è uscito dal gruppo, sulla sottocultura ultras bolognese.
Nel 2005 si trasferisce e vive per un anno a Città del Messico dove entra in contatto con la scena musicale locale. Collabora con molti artisti centro e sud americani fra cui El Aaron, Bocafloja, Ness Y Los Sensacionales.
Nel 2007 pubblica il videoclip Erba della Montagna che parla di antiproibizionismo e riscuote un grande successo a livello nazionale.
Nel 2009 esce il primo album ufficiale Singa contenente brani registrati tra il 2007 e il 2009, prodotto dall'etichetta ed associazione culturale Montagna di Suono con il supporto del progetto B-Dub.
La title track Singa viene stampata su un vinile 45 giri dall'etichetta Segnale Digitale.
Dal 2010 si esibisce assieme a uno dei pionieri del reggae italiano, Markone, membro del gruppo Bombabomba e di B-dub.
Nel 2010 si esibisce anche con la Dangerous band, backing band reggae italiana.
Nel 2012 crea il Reno Splash, festival musicale antirazzista che si tiene annualmente a Marzabotto in estate.
Nel 2014 esce il suo secondo album Illegale, frutto della collaborazione con Rap Pirata, etichetta fondata dal rapper Inoki.
Nel 2015 il collettivo basco Revolutionary Brothers pubblica in formato 45 giri il singolo Sing With My Heart.
Nel 2016 esce Ghetto Stradivari, il terzo album ufficiale. In poche ore l'album arriva al secondo posto della classifica reggae di Itunes Italia. Il disco vede la collaborazione di Mark-one, Gamba the Lenk, Skarra Mucci, Tiano Bless e Terron Fabio dei Sud Sound System. Nel tour di presentazione dell'album viene accompagnato dalla band toscana deDUBros.
Sempre nel 2016 crea assieme a Downbeat Bologna e Solomon B una serata a cadenza mensile chiamata Roots Balera, organizzata grazie all'associazione Montagna di Suono.
Il 2 aprile 2019 in occasione della giornata mondiale della consapevolezza sull'autismo esce il singolo Non è facile parlare di me.
Nel 2024 esce il singolo "Il Sogno",prodotto dai Datura e Matteo Sala.

## Discografia

### Album in studio
- 2009 - Singa
- 2014 - Illegale
- 2016 - Ghetto Stradivari

### Singoli
- 2007 - Erba della Montagna
- 2009 - Singa
- 2011 - Move It (ft. Family Business)
- 2012 - Girl (ft. Family Business)
- 2014 - No fiction
- 2014 - Illegale
- 2015 - Sing With My Heart
- 2015 - Supermarket Love
- 2016 - Vorrei
- 2016 - Bologna, Bologna, Bologna
- 2017 - Be Free ft. Skarra Mucci
- 2017 - Good Vibes
- 2019 - Non è facile parlare di me

### Collaborazioni
- 2005 - Bocafloja ft. Nico royale - Quisieron Mas (da A Titulo Personal)
- 2009 - AA.VV. - Rudie Riddim / Supersonic sound (Talking to You)
- 2009 - AA.VV - Treble Studio 2 (Il Rumore del Mare)
- 2009 - AA.VV - Respect Riddim / Dasvibes[12] Jamaica (Forever)
- 2010 - AA.VV - Liberation Riddim / Filomuzik (Woohh!)
- 2010 - AA.VV. - Caligula Roots vol.1 (You Made Me Cry)
- 2010 - AA.VV - Last Riddim (Sogni)
- 2012 - AA.VV. - You Don't Care Riddim / Bizzarri Records (Take it Easy)
- 2013 - AA.VV. - Lost Love Riddim / Shastri Music (One Life)
- 2014 - AA.VV. - Reggae Summer Compilation (Supermarket Love)
- 2014 - Hi Life connection ft. Nico Royale - Dogheart (da Radio Orchestra vol.1)
- 2015 - Brenno Itani ft. Nico royale - I feel so good again (da Perle ai Portici)
- 2015 - Gio Green ft. Nico Royale, Blanco - Bombe alla finestra (da Independent)
- 2015 - AA.VV -Joyful Soul Riddim / Greezzly Production (Reggae Music Forever)
- 2017 - AA.VV. - Freedom Train Riddim / Dreadsquad (Tear Down the Wall)
- 2020 - AA.VV - Don Dem Bad Riddim / Ksg di Don, Versilife Ent (On & On)